# Макс Брух
Макс Кристиан Фридрих Брух (6 януари 1838, Кьолн, Германия - 20 октомври 1920, Берлин, Германия) е германски композитор и диригент от епохата на Романтизма. Автор е на повече от 200 творби.

## Биография
Роден е в католическо семейство. Баща му е заместник началник на градската полиция, а майка му – певицата Вилхелмина Брух, която му дава и първите уроци по музика. Ученик е на Фердинанд Химер (1853-1857) и на Карл Райнеке в Лайпциг, който по онова време е имал славата на най-изтънчения изпълнител на Моцарт.
В периода 1862-1864 г. Брух работи в Манхайм и написва операта „Лорелай“ (1863), втората редакция на кантата „Фритьоф“ (1864), която е донесла и първия голям успех на Брух. В периода 1865-1867 г. той работи в Кобленц, а в периода 1867-1870 г. е бил ръководител на придворния оркестър Зодерхаузен, след което работи в Берлин и Бон.
Между 1880 и 1883 г. Брух оглавява Ливърпулското кралско филхармонично общество, един от водещите музикални колективи на Великобритания. В Ливърпул той се запознава със своята бъдеща съпруга Клара.
От 1890 до 1910 г. Брух преподава в берлинското Висше музикално училище.